# 郭山駅
郭山駅（クァクサンえき）は朝鮮民主主義人民共和国平安北道郭山郡にある、朝鮮民主主義人民共和国鉄道省平義線の駅である。郭山郡の中心駅であり、1905年に開業した。

## 隣の駅
朝鮮民主主義人民共和国鉄道省
平義線
下端駅 - 郭山駅 - 路下駅